# Braye-en-Thiérache
Pour les articles homonymes, voir Braye et Thiérache.
Braye-en-Thiérache est une commune française située dans le département de l'Aisne en région Hauts-de-France.

## Géographie

### Localisation
Braye-en-Thiérache est un petit village français, situé dans le département de l'Aisne et la région des Hauts-de-France. Ses habitants sont appelés les Brayards et les Brayardes.
Commune du canton de Vervins, le village de Braye-en-Thiérache se situe dans la vallée de la Brune, sur le passage de la voie romaine Reims - Bavay. Le village fut une seigneurie des Fay d'Athies puis de l'abbaye du Val Saint-Pierre. Il reste des ruines de cette abbaye ainsi qu'un pavillon d'angle du XVIIe siècle. On peut encore y trouver un colombier, deux abreuvoirs et un lavoir.

### Hydrographie
La commune est située dans le bassin Seine-Normandie. Elle est drainée par la rivière Brune, le ruisseau du Ponceau, le fossé 10 de la commune de Hampcelles-la-Cour et divers bras de la Brune,,.
La Brune, d'une longueur de 37 km, prend sa source dans la commune de Brunehamel et se jette dans le Vilpion à Thiernu, après avoir traversé 20 communes.

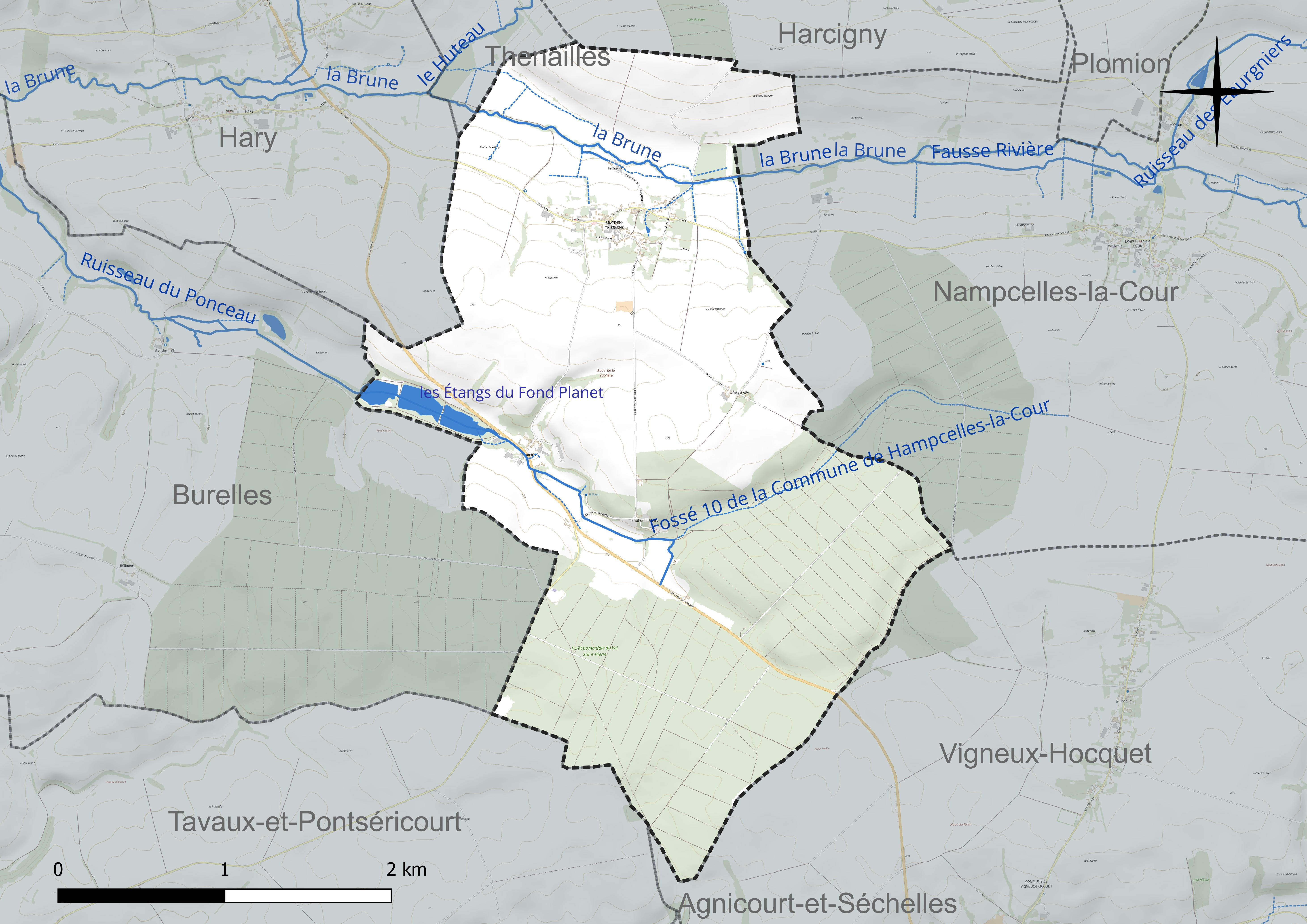
Réseau hydrographique de Braye-en-Thiérache.

Un plan d'eau complète le réseau hydrographique : les étangs du Fond Planet, d'une superficie totale de 5,9 ha (5,8 ha sur la commune),.

### Climat
Pour des articles plus généraux, voir Climat des Hauts-de-France et Climat de l'Aisne.
En 2010, le climat de la commune est de type climat des marges montargnardes, selon une étude du CNRS s'appuyant sur une série de données couvrant la période 1971-2000. En 2020, Météo-France publie une typologie des climats de la France métropolitaine dans laquelle la commune est exposée à un climat océanique altéré et est dans la région climatique Nord-est du bassin Parisien, caractérisée par un ensoleillement médiocre, une pluviométrie moyenne régulièrement répartie au cours de l'année et un hiver froid (3 °C).
Pour la période 1971-2000, la température annuelle moyenne est de 9,8 °C, avec une amplitude thermique annuelle de 15,3 °C. Le cumul annuel moyen de précipitations est de 850 mm, avec 12,8 jours de précipitations en janvier et 9,6 jours en juillet. Pour la période 1991-2020 la température moyenne annuelle observée sur la station météorologique la plus proche, située sur la commune de Fontaine-lès-Vervins à 9 km à vol d'oiseau, est de 10,5 °C et le cumul annuel moyen de précipitations est de 826,3 mm,. Pour l'avenir, les paramètres climatiques de la commune estimés pour 2050 selon différents scénarios d'émission de gaz à effet de serre sont consultables sur un site dédié publié par Météo-France en novembre 2022.

## Urbanisme

### Typologie
Au 1er janvier 2024, Braye-en-Thiérache est catégorisée commune rurale à habitat dispersé, selon la nouvelle grille communale de densité à 7 niveaux définie par l'Insee en 2022.
Elle est située hors unité urbaine. Par ailleurs la commune fait partie de l'aire d'attraction de Vervins, dont elle est une commune de la couronne,. Cette aire, qui regroupe 21 communes, est catégorisée dans les aires de moins de 50 000 habitants,.

### Occupation des sols
L'occupation des sols de la commune, telle qu'elle ressort de la base de données européenne d'occupation biophysique des sols Corine Land Cover (CLC), est marquée par l'importance des territoires agricoles (59,2 % en 2018), une proportion identique à celle de 1990 (59,2 %). La répartition détaillée en 2018 est la suivante : 
terres arables (40,5 %), forêts (37,3 %), prairies (15,5 %), zones urbanisées (3,6 %), zones agricoles hétérogènes (3,2 %).
L'évolution de l'occupation des sols de la commune et de ses infrastructures peut être observée sur les différentes représentations cartographiques du territoire : la carte de Cassini (XVIIIe siècle), la carte d'état-major (1820-1866) et les cartes ou photos aériennes de l'IGN pour la période actuelle (1950 à aujourd'hui).

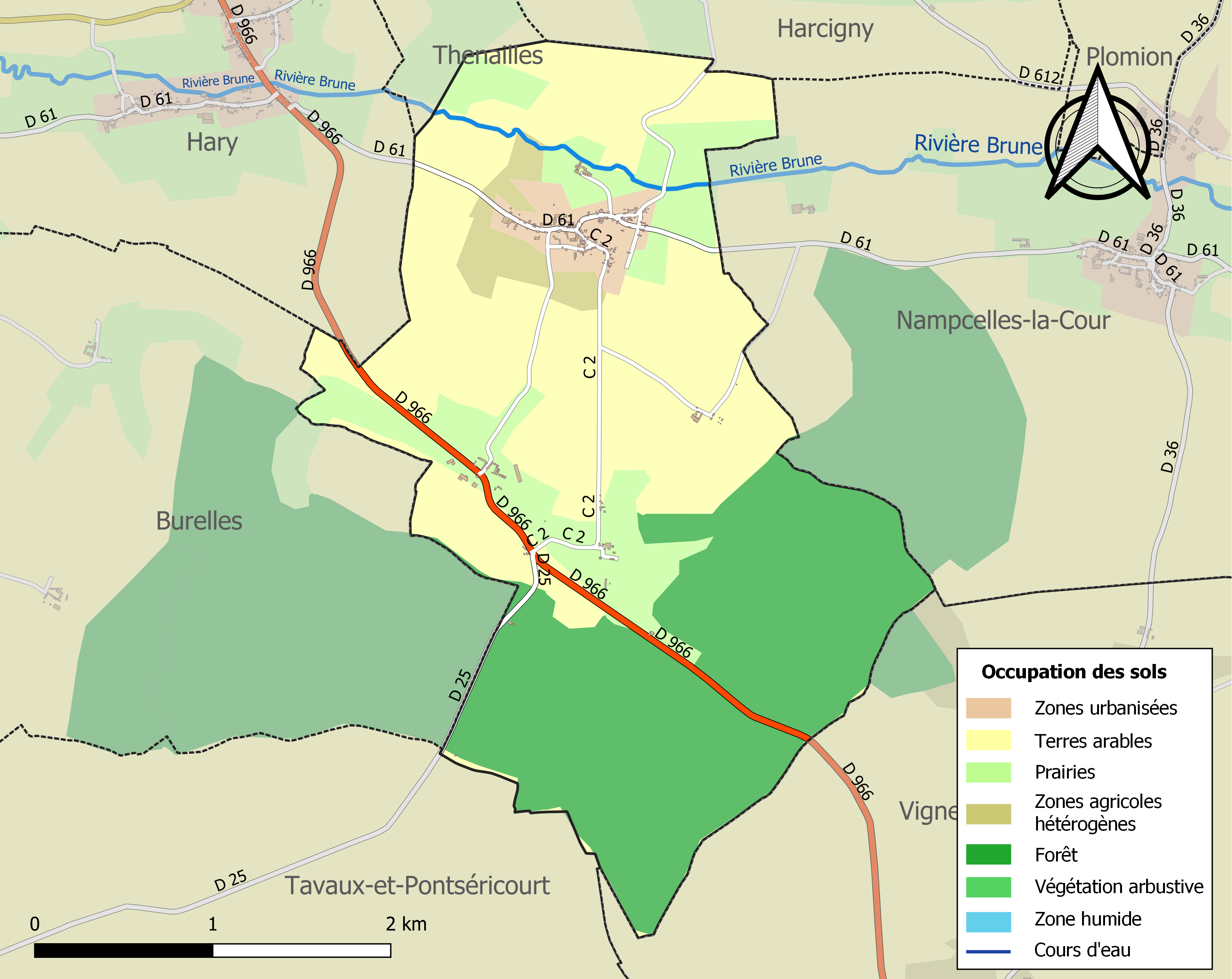
Carte des infrastructures et de l'occupation des sols de la commune en 2018 (CLC).

## Toponymie
Le nom de la localité est attesté sous les formes Brai (1144) ; Brait-in-Thiraschia (1144) ; Brait (1162) ; Braium (1253) ; Braium-in-Therasca (1275) ; Brayum-in-Therasca (1340) ; Brait-en-Theraische (1405) ; Brait-en-Thieraiche (1416) ; Brait-en-Therasche (1466) ; Bray-en-Therasse (1615) ; Bray-en-Thiérache (1710).
Bray ou braye est un terme de l'ancien français signifiant « terrain humide », « lieu boueux » et « vallée », issu de braco/bracu, attesté au VIIe siècle dans une glose des Gesta de l'Abbaye de Fontenelle et est vraisemblablement d'origine gauloise. Le Gaulois *bracu ( plus exactement *brakus, brakōs) a d’abord désigné un « fond de vallée humide » puis un « marais ».

Le mot brai ou braye est encore mentionné au XIIe siècle dans le Raoul de Cambrai au sens de « boue », et reste encore vivant dans certains dialectes de langue d'oïl au sens de « terrain humide » (Piéron).
La Thiérache est une région naturelle qui regroupe des terroirs de France et de Belgique.

## Histoire
Braye-en-Thiérache est un village de l'ancienne Thiérache situé sur la rive gauche de la Brune, autrefois de l'intendance de Soissons, des bailliage, élection et diocèse de Laon.
Le village appartenait autrefois à l'abbaye du Val-Saint-Pierre. Il y avait à Braye-en-Thiérache une léproserie. Le Val-Saint-Pierre : ce hameau doit son origine à la communauté de moines de Saint-Bruno fondée en 1140. Ils possédaient des biens dans plus de 30 villages. Il ne reste aujourd'hui que des dépendances du XVIIe siècle.
| Seigneurs de Braye du Moyen Âge. - 1200 : Eudes, chevalier de Braye. - 1230 : Herbert, chevalier de Braye. - 1235 : Gauthier, seigneur de Braye. - 1240 : Gaucher, châtelain de Noyon et Thorotte, seigneur de Braye, par sa femme, Marie de Coucy-Vervins. - 1666 : Claude de Fay d'Athies, seigneur de Braye, décédé dans sa maison d'Hary en 1681 à l'âge de 60 ans. - 1680 : Robert de Fay d'Athies, seigneur de Seize, décédé à Braye en 1688. |

Après le conflit mondial de 1939-1945, l'architecte Louis-Raymond Fischer reconstruit la commune.

## Politique et administration

### Découpage territorial
La commune de Braye-en-Thiérache est membre de la communauté de communes de la Thiérache du Centre, un établissement public de coopération intercommunale (EPCI) à fiscalité propre créé le 31 décembre 1992 dont le siège est à La Capelle. Ce dernier est par ailleurs membre d'autres groupements intercommunaux.
Sur le plan administratif, elle est rattachée à l'arrondissement de Vervins, au département de l'Aisne et à la région Hauts-de-France. Sur le plan électoral, elle dépend du canton de Vervins pour l'élection des conseillers départementaux, depuis le redécoupage cantonal de 2014 entré en vigueur en 2015, et de la troisième circonscription de l'Aisne pour les élections législatives, depuis le dernier découpage électoral de 2010.

### Administration municipale
| Période                                  | Période                    | Identité         | Étiquette | Qualité                                     |
| ---------------------------------------- | -------------------------- | ---------------- | --------- | ------------------------------------------- |
| Les données manquantes sont à compléter. |                            |                  |           |                                             |
| Mars 2001                                | En cours (au 25 juin 2020) | Bertrand Dorgère | DVD       | Agriculteur Réélu pour le mandat 2020-2026, |

## Démographie
L'évolution du nombre d'habitants est connue à travers les recensements de la population effectués dans la commune depuis 1793. Pour les communes de moins de 10 000 habitants, une enquête de recensement portant sur toute la population est réalisée tous les cinq ans, les populations de référence des années intermédiaires étant quant à elles estimées par interpolation ou extrapolation. Pour la commune, le premier recensement exhaustif entrant dans le cadre du nouveau dispositif a été réalisé en 2006.

En 2022, la commune comptait 133 habitants, en évolution de −8,28 % par rapport à 2016 (Aisne : −1,97 %, France hors Mayotte : +2,11 %).
| 1793 | 1800 | 1806 | 1821 | 1831 | 1836 | 1841 | 1846 | 1851 |
| ---- | ---- | ---- | ---- | ---- | ---- | ---- | ---- | ---- |
| 504  | 503  | 534  | 571  | 638  | 608  | 607  | 601  | 567  |

| 1856 | 1861 | 1866 | 1872 | 1876 | 1881 | 1886 | 1891 | 1896 |
| ---- | ---- | ---- | ---- | ---- | ---- | ---- | ---- | ---- |
| 553  | 563  | 549  | 532  | 508  | 464  | 475  | 475  | 441  |

| 1901 | 1906 | 1911 | 1921 | 1926 | 1931 | 1936 | 1946 | 1954 |
| ---- | ---- | ---- | ---- | ---- | ---- | ---- | ---- | ---- |
| 402  | 397  | 339  | 332  | 340  | 290  | 309  | 246  | 260  |

| 1962 | 1968 | 1975 | 1982 | 1990 | 1999 | 2006 | 2011 | 2016 |
| ---- | ---- | ---- | ---- | ---- | ---- | ---- | ---- | ---- |
| 280  | 278  | 220  | 172  | 175  | 153  | 154  | 132  | 145  |

| 2021 | 2022 | - | - | - | - | - | - | - |
| ---- | ---- | - | - | - | - | - | - | - |
| 138  | 133  | - | - | - | - | - | - | - |

## Culture locale et patrimoine

### Lieux et monuments

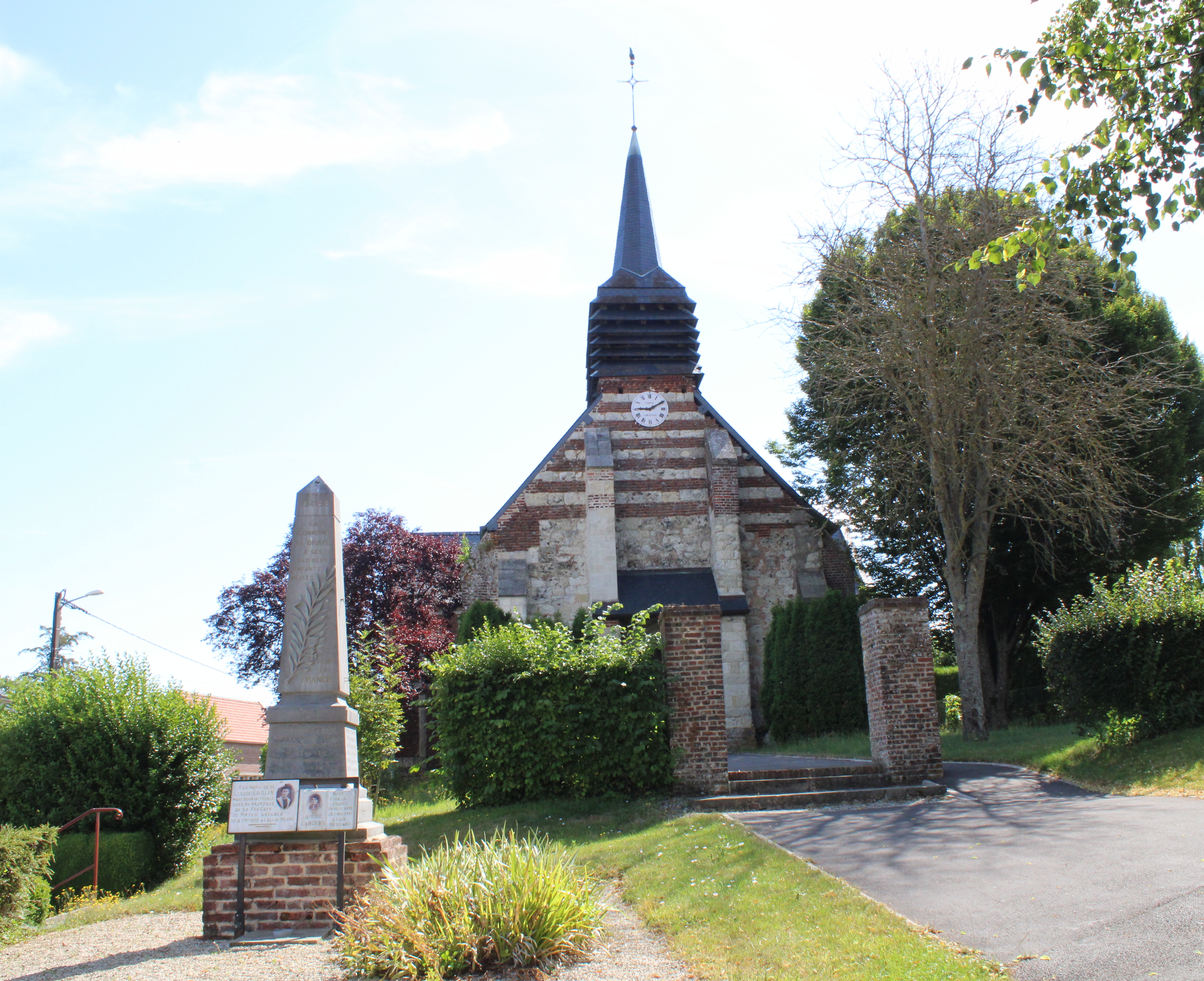
Église Saint-Marcellin-et-Saint-Pierre.
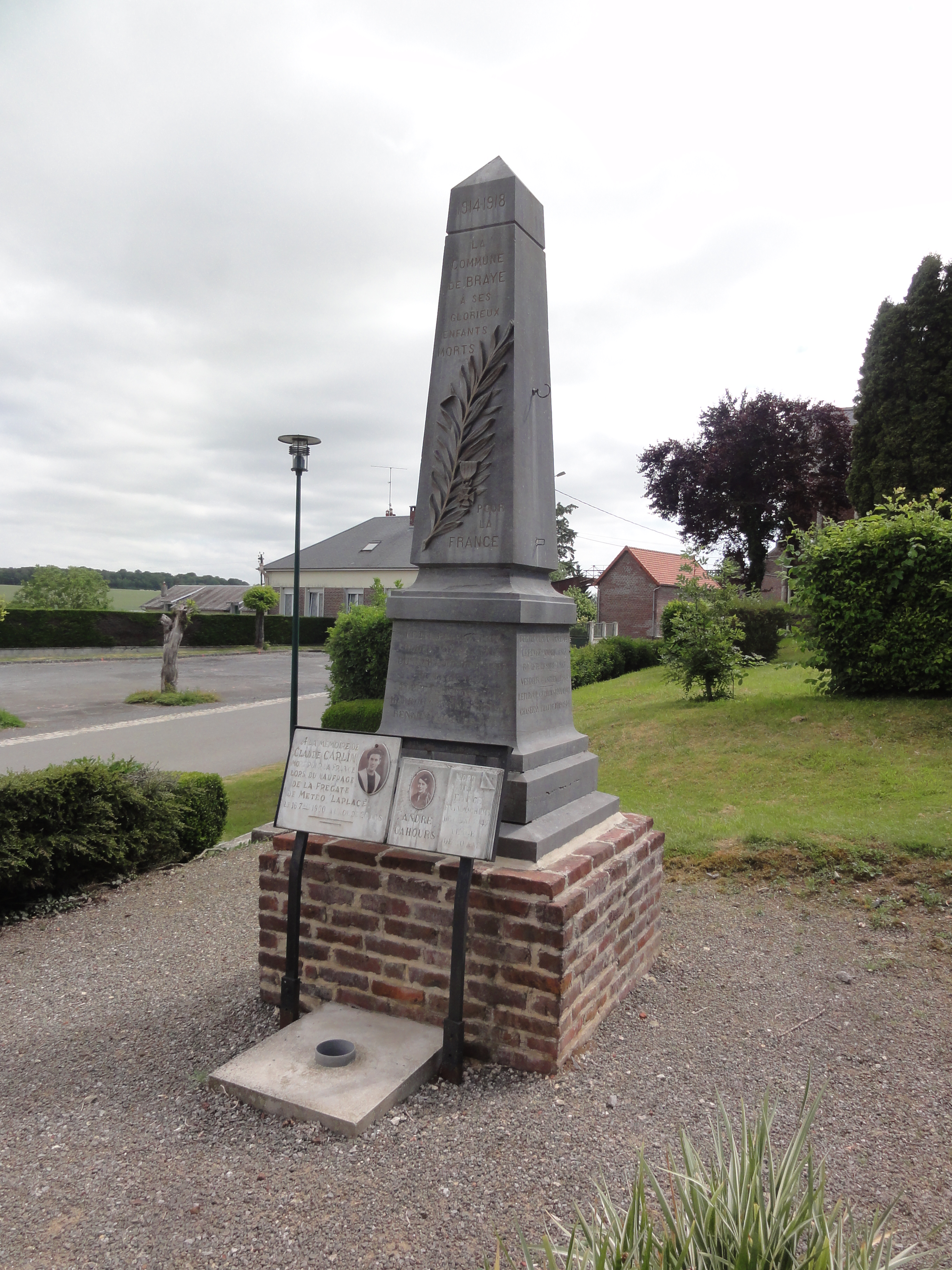
Monument aux morts.
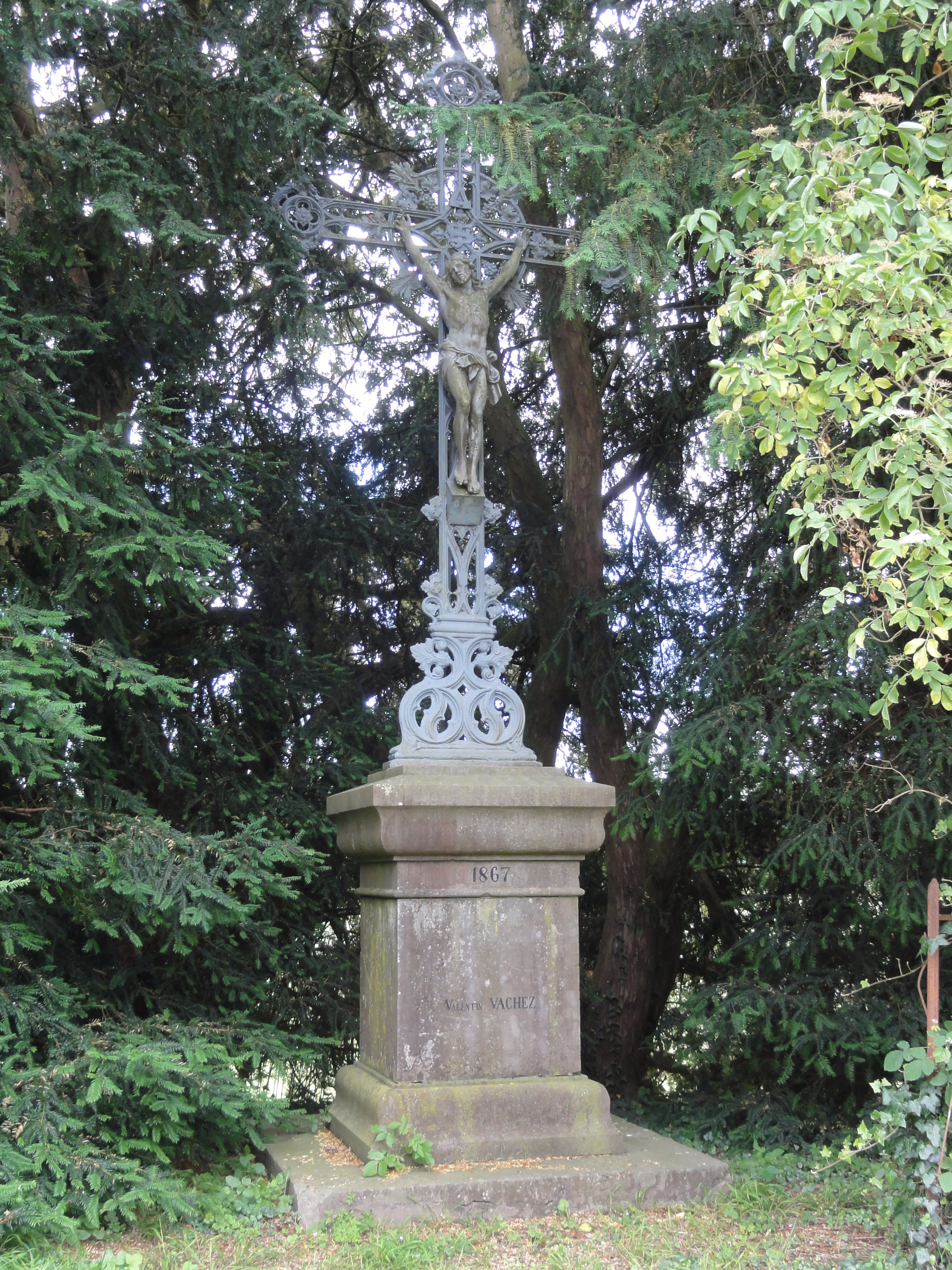
Croix de chemin, Val Saint-Pierre.
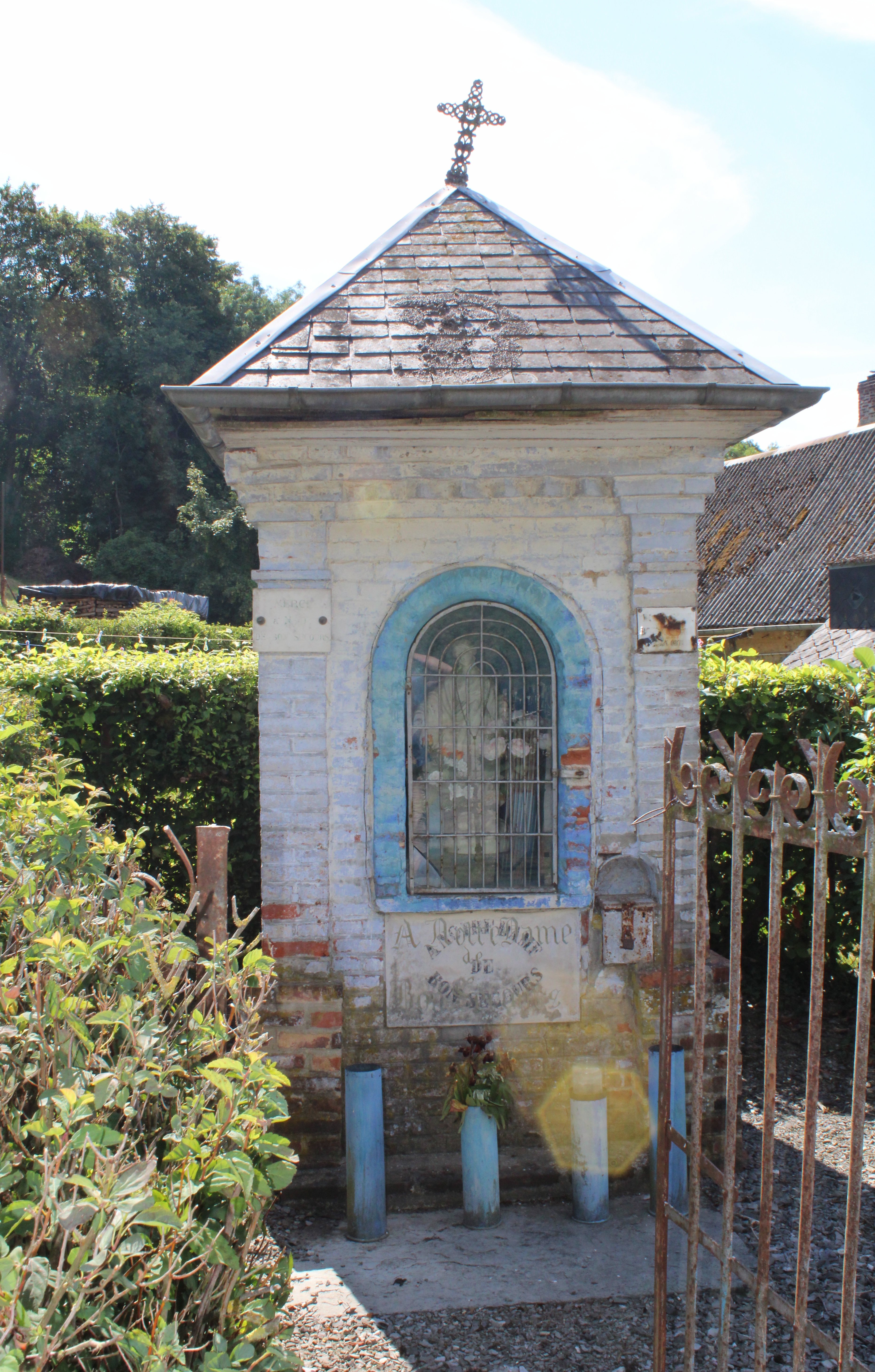
L'oratoire dédié à Notre-Dame-de-Bon-Secours.
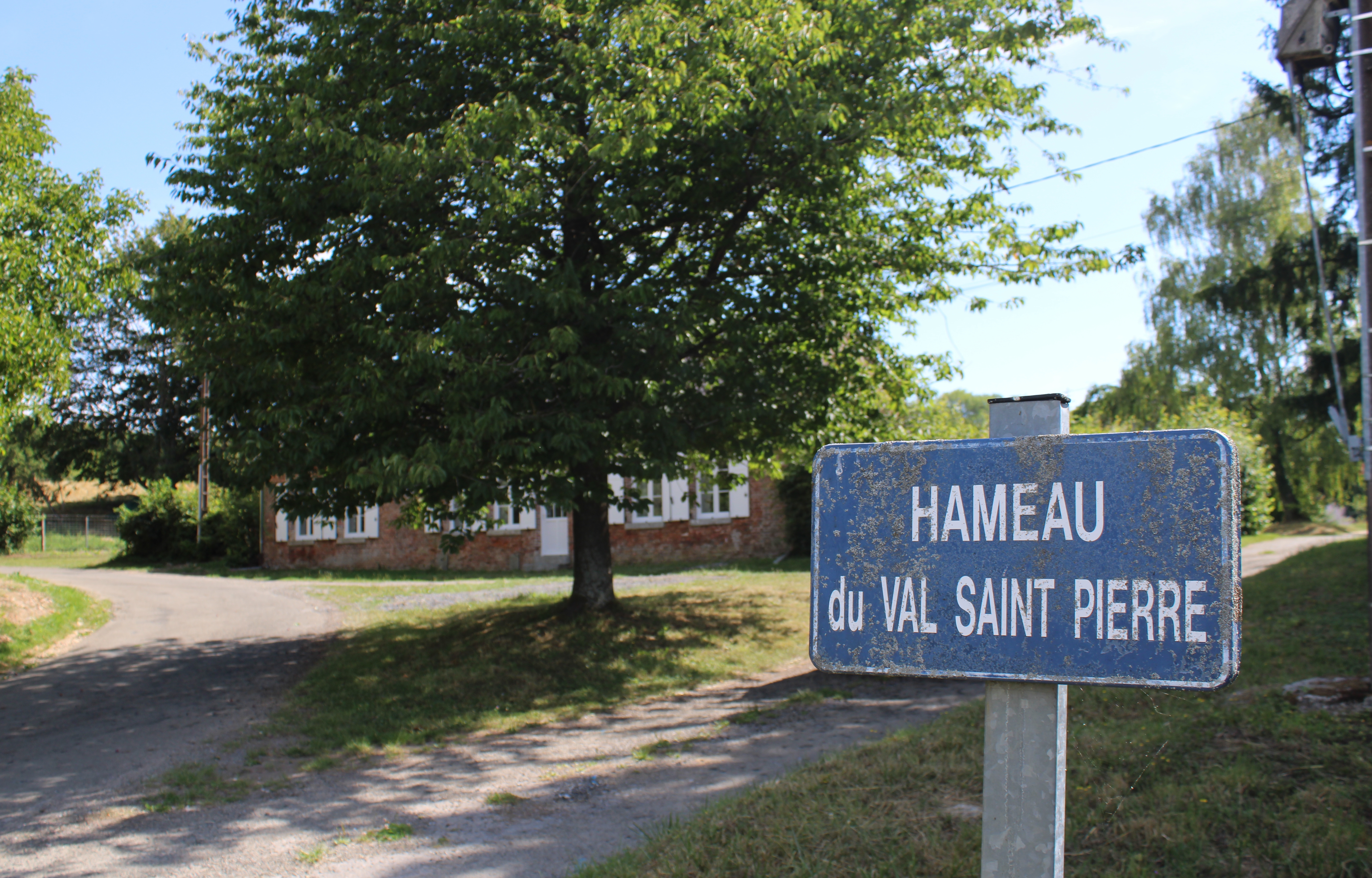
Le hameau du Val-Saint-Pierre.

### Personnalités liées à la commune
- Louise Brimbeuf (1886-1945), déportée française, née à Braye-en-Thiérache.

## Pour approfondir